# Cantemir (film)
Cantemir este un film istoric românesc din 1975 regizat de Gheorghe Vitanidis după un scenariu de Mihnea Gheorghiu. În rolurile principale joacă actorii: Alexandru Repan, Iurie Darie, Ioana Bulcă și Irina Gărdescu.

## Rezumat
În veacul al XVIII-lea, când voievodul moldovean Dimitrie Cantemir întocmește Istoria înfloririi și decăderii Imperiului Otoman, acest manuscris al lui este furat, apoi licitat celui mai darnic cumpărător. În plus, eroii se luptă și pentru bijuteriile soției domnitorului.

## Distribuție
- Alexandru Repan — Dimitrie Cantemir, cărturar umanist, domnul Moldovei (1693, 1710-1711)
- Iurie Darie — Mihuț Gălățeanu, fiul unui căpitan de oști, căpitan de brigantină sub numele Miguel São Miguel, polcovnic al oștii Moldovei
- Ioana Bulcă — Doamna Casandra, fiica domnului muntean Șerban Cantacuzino, soția lui Dimitrie Cantemir
- Irina Gărdescu — Anca, fiica bancherului Martin Drăguș din Brașov, fina Doamnei Casandra
- Emanoil Petruț — căpitanul de oști Toader, omul de încredere al lui Dimitrie Cantemir
- George Constantin — aga Mehmet, mare vizir al Imperiului Otoman (1704-1706, 1710-1711)
- Victor Rebengiuc — colonelul baron De La Mare, mercenar străin aflat la Stambul, vărul ducelui de Holstein
- Ilarion Ciobanu — Johannes Pierre Fripp, pușcăriaș evadat, brigand german din mahalaua Fanarului
- Amza Pellea — sultanul otoman Ahmed al III-lea (menționat Amza Pelea)
- Ion Popescu-Gopo — țarul rus Petru cel Mare (menționat Ion Popescu Gopo)
- Dan Ionescu — marele vistiernic Iordache Rusăt
- Ion Besoiu — cavalerul De Syre, nobil francez aflat la Stambul
- Ion Dichiseanu — Erasmus, mare armator din Amsterdam
- Liliana Tomescu — roaba tătăroaică a Doamnei Casandra
- Vlad Rădescu — căpitanul de oști Petre, fratele Ancăi
- Emil Coșeru — marele spătar Ion Neculce, cronicar moldovean
- Stela Popescu — Smărăndița, soția hangiului
- Ernest Maftei — bătrânul hangiu Hagiu
- Horea Popescu — cneazul Tolstoi⁠(en)[traduceți], solul Rusiei în Imperiul Otoman
- Boris Ciornei — pârcălabul de Galați
- Vasile Boghiță — căpitan de oști
- Constantin Rauțchi — Hassan, brigand tătar din mahalaua Fanarului
- Constantin Bărbulescu
- Emmerich Schäffer — prințul german Eugeniu de Savoia, feldmareșal al Sfântului Imperiu Roman (menționat Emerich Schäffer)
- Constantin Dinulescu — prințul german von Starkenberg
- Dinu Gherasim — împăratul Austriei
- Ștefan Marius
- Ștefan Ingrat Andrei
- Papil Panduru — boierul David Corbea din Brașov
- Radu Hangu — marele logofăt Nicolae Costin, cronicar moldovean
- Gabriel Costiescu
- Romulus Bărbulescu
- Vasile Cosma — Constantin Cantemir, domnul Moldovei (1685-1693), tatăl lui Dimitrie
- Mihai Mereuță — străjer domnesc
- Aurel Tunsoiu
- Radu Zaharia
- Atena Demetriad
- Sergiu Demetriad
- Ion Cosma
- Matei Alexandru — Sever, ministrul vistiernic al țarului rus
- Manu Nedeianu
- Vasile Florescu
- George Buznea
- Sanda Vișan
- George Țurcanu
- Gheorghe Naghi — general rus
- Haralambie Boroș
- Sofia Vicoveanca — cântăreața de muzică populară

## Producție
La început s-a încercat realizarea unei coproducții româno-sovieto-est-germană, sovieticii de la Mosfilm și est-germanii de la DEFA fiind interesați de acest proiect. În cele din urmă, filmul a fost realizat doar de români. Partea sovietică, prin Moldova-Film, a realizat în același an (1973) filmul în limba română Dimitrie Cantemir, regizat de Vlad Ioviță și Vitalie Calașnicov.
Filmul a fost realizat în paralel cu Mușchetarul român, de aceeași echipă, în perioada octombrie 1973 – martie 1975. Cheltuielile de producție s-au ridicat la 5.082.000 lei.

## Primire
Filmul a fost vizionat de 3.879.607 de spectatori în cinematografele din România, după cum atestă o situație a numărului de spectatori înregistrat de filmele românești de la data premierei și până la data de 31 decembrie 2014 alcătuită de Centrul Național al Cinematografiei.
Potrivit lui Florian Potra, «filmul marchează o îmbogățire și o nuanțare a liniei istorico-ilustrative din filmele "Dacii", "Mihai Viteazul" și "Ștefan cel Mare", pe care nu le depășește, totuși, ca rezolvare strict cinematografică».